# Dreikönigsgymnasium
Il Dreikönigsgymnasium ("Tricoronato", col significato di "Scuola dei tre re") è un ginnasio pubblico regolare situato a Colonia in Germania. Fondato nel 1450, è la più antica scuola di Colonia e una delle più antiche della Germania.